# Titaea
Titaea là một chi bướm đêm thuộc họ Saturniidae.

## Hình ảnh

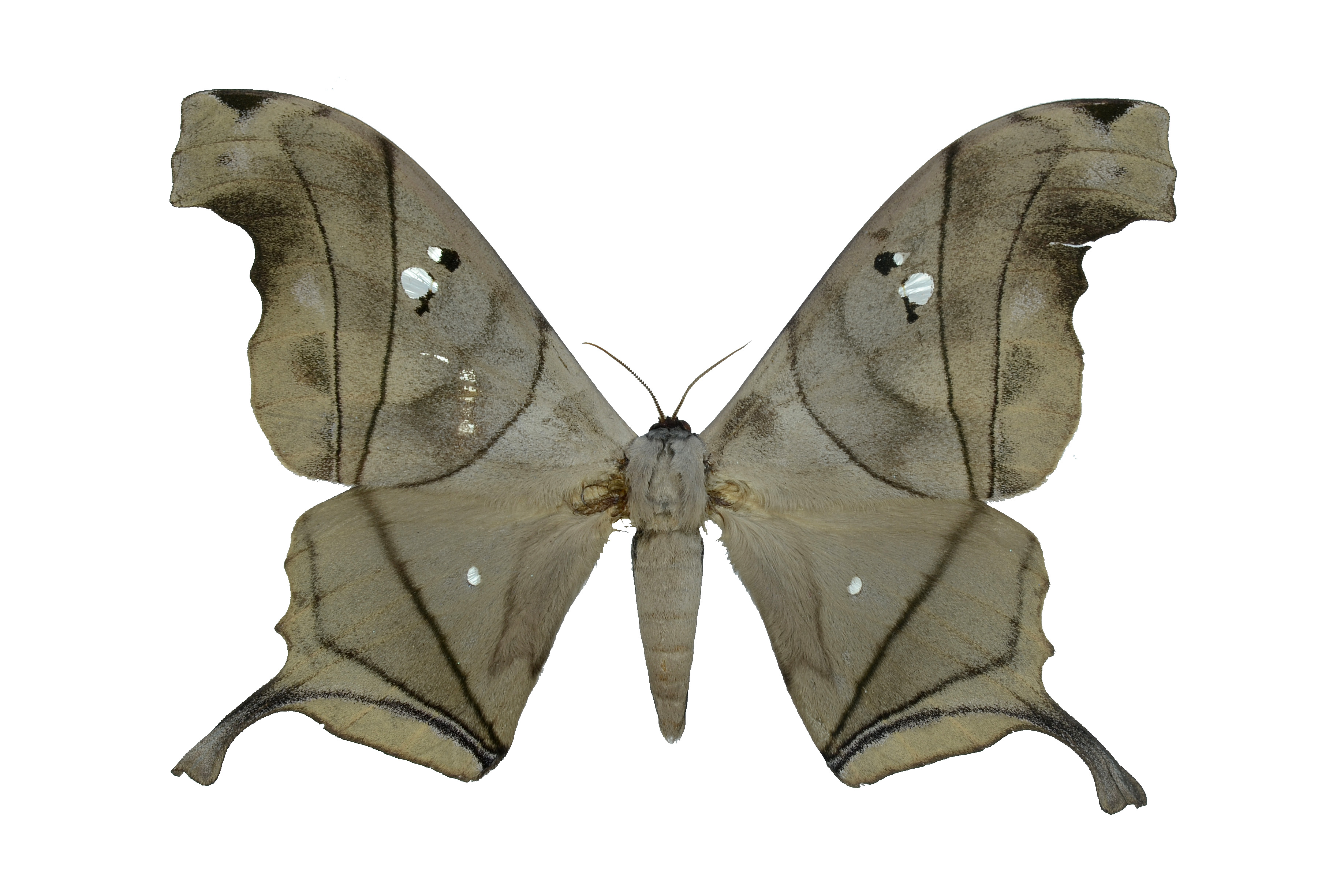
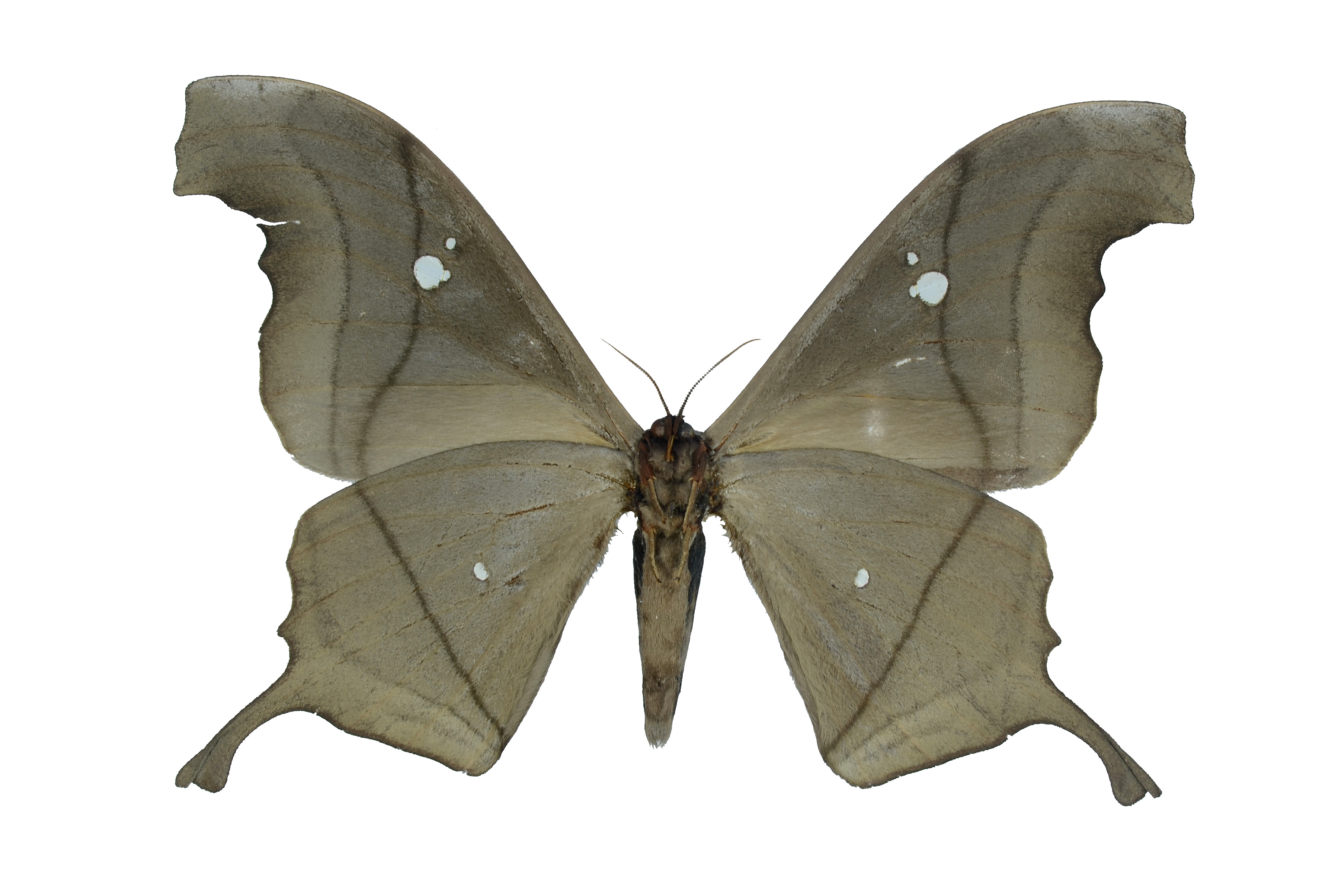

## Các loài
- Titaea lemoulti (Schaus, 1905)
- Titaea orsinome Hübner, 1823
- Titaea tamerlan (Maassen, 1869)
- Titaea timur (Fassl, 1915)